# Sonnenleithe
Sonnenleithe ist der nördlichste Stadtteil der Großen Kreisstadt Schwarzenberg im sächsischen Erzgebirgskreis.

## Geografie
Sonnenleithe liegt nördlich des Schwarzwassers am Hang oberhalb von Sachsenfeld. Unmittelbar an das Wohngebiet schließt Beierfeld an.

## Geschichte

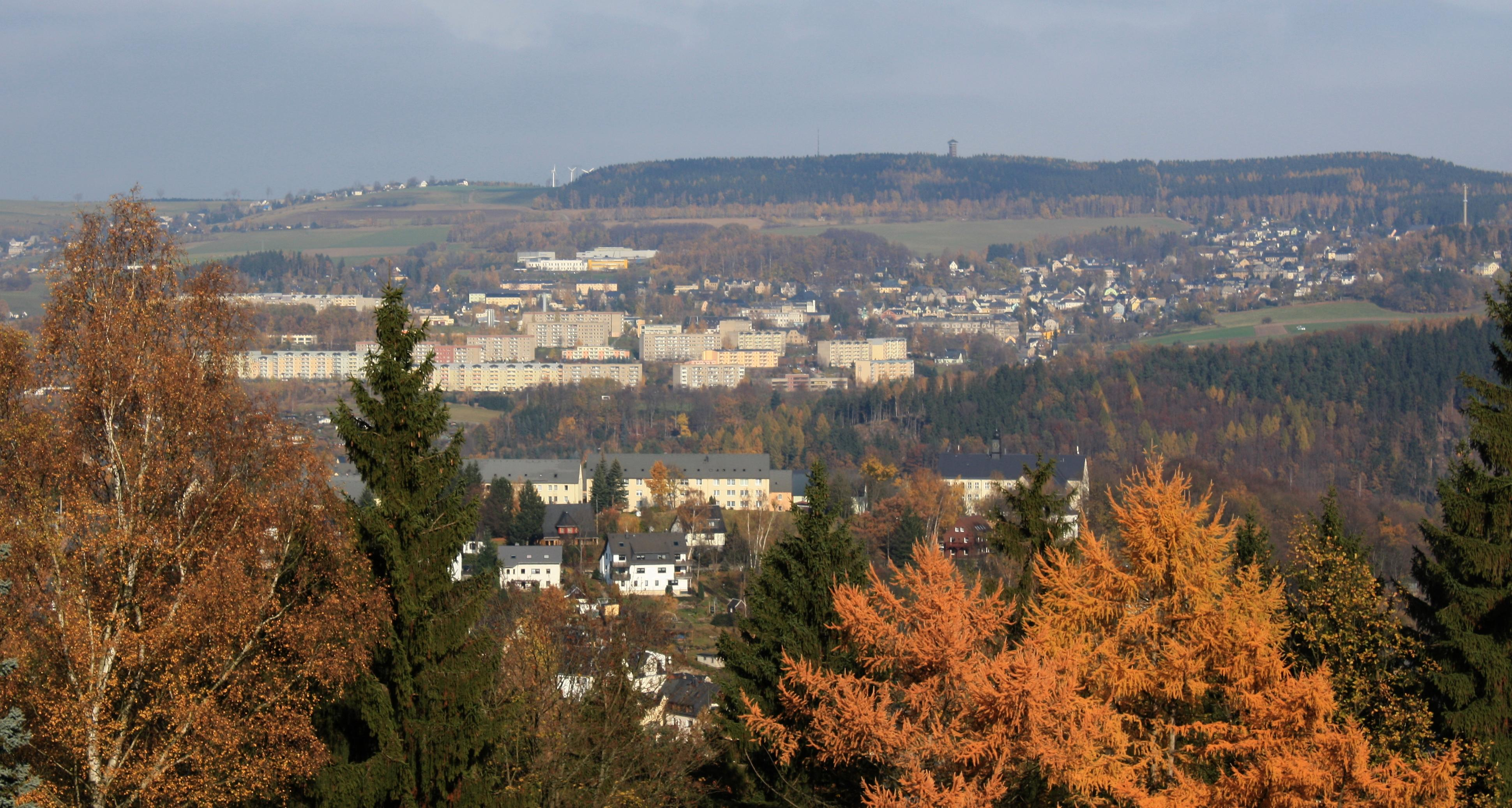
Blick von der Waldbühne auf Sonnenleithe am Südhang des Spiegelwalds

Als man für die expandierenden Betriebe der Stadt in den 1980er Jahren immer neue Arbeitskräfte in Schwarzenberg ansiedelte, wurde zusätzlicher Wohnraum benötigt. Die Erschließung eines neuen Wohngebietes, das bis zur Wende den Namen Ernst Thälmann trug, begann 1981 auf einem zuvor von der Gemeinde Beierfeld in die Stadt Schwarzenberg umgegliederten Südhang. Die Errichtung der Großblock-Wohnhäuser in industrieller Plattenbauweise dauerte von 1984 bis 1990 und war an wohnungspolitischen und wirtschaftlichen Faktoren orientiert, die zu einer wenig attraktiven Stadtbildgestaltung führten. Das Bevölkerungswachstum der Stadt Schwarzenberg um etwa 6000 Menschen bis 1990 war vor allem ein Resultat des Zuzugs in dieses Wohngebiet. Die wirtschaftlichen und sozialen Folgen des Zusammenbruchs der DDR führten im Verlauf der 1990er Jahre zu einem drastischen Bevölkerungsrückgang, in dessen Folge im Jahr 2001 fast jede dritte Wohnung in Sonnenleithe leer stand. Die Einwohnerzahl des Stadtteils sank von 7151 im Jahr 1992 auf 3254 und damit auf weniger als die Hälfte im Jahr 2004. Um dieser Entwicklung angemessen zu begegnen, führte die Stadt in einem vom Freistaat Sachsen unterstützten Pilotprojekt ein kooperatives Workshop-Verfahren durch, in dem ein städtebauliches Konzept mit Vorschlägen für den Um- und Rückbau des Stadtteils entwickelt wurde. Im Jahr darauf wurde Sonnenleithe in das Bund-Länder-Programm Die Soziale Stadt aufgenommen und in diesem Zusammenhang 2002 ein Quartiersmanagement mit einem Bürgerbüro als zentrale Anlaufstelle eingerichtet, das 2005 von Bundespräsident Horst Köhler besucht wurde.
Im Verlauf der 2000er Jahre wurden von den beiden wichtigsten Vermietern der Stadt, der Schwarzenberger Wohnungsgesellschaft und der Schwarzenberger Wohnungsgenossenschaft zahlreiche Wohnblöcke abgerissen. Von drei Kindertagesstätten konnte nur eine erhalten werden. Die zwischenzeitlich nur noch einzügig betriebene Mittelschule wurde 2006 geschlossen. Im Gegenzug wurde versucht, durch die Gestaltung eines Wohngebietsparks und einer Freizeitanlage mit BMX-Strecke und Inline-Skating-Bahn, die Umgestaltung des Schulkomplexes, der eine Grundschule und eine Lernförderschule beherbergt, und das Erscheinen der Stadtteilzeitung plattform die Attraktivität und Wohnqualität des Stadtteils zu steigern. Innerhalb des seit 2003 in Sonnenleithe durchgeführten Programms „Lokales Kapital für soziale Zwecke“ (LOS), das durch das BMFSFJ und den Europäischen Sozialfonds gefördert wird, werden sozial benachteiligte Gesellschaftsgruppen in Form von Mikroprojekten unterstützt.